# 2021 TP21
2021 TP21とは、地球から0.5天文単位 (75×106 km)離れた位置で2021年10月11日に発見されたアポフィスと同程度のサイズの小惑星である。この潜在的に危険な小惑星（PHA）は、遠日点に近い位置では軌道を周回する速度が遅くなるため、公転周期の内ほとんどを太陽から4天文単位（約6億キロメートル）に近い位置で費やしている。2021 TP21は、2021年10月31日~2021年11月4日までのトリノスケール1で、2081年3月27日の潜在的な影響について評価された。観測弧が長くなるにつれて、地球からの距離の公称値が潜在的な影響の日よりも遠くなった。
| 観測弧（日） | JPL Horizons 公称値の地心 （天文単位） | 不確実性領域 (3シグマ) | 影響の確率 （1インチ） | トリノスケール |
| 17           | 0.17天文単位 (25×106 km)               | ±15億 km               | 100000                 | 0              |
| 19           | 1.4天文単位 (210×106 km)               | ±8億7000万 km          | 50000                  | 1              |
| 57           | 2.5天文単位 (370×106 km)               | ±1800万 km             | 0                      | 0              |